# 1830年代西方时尚

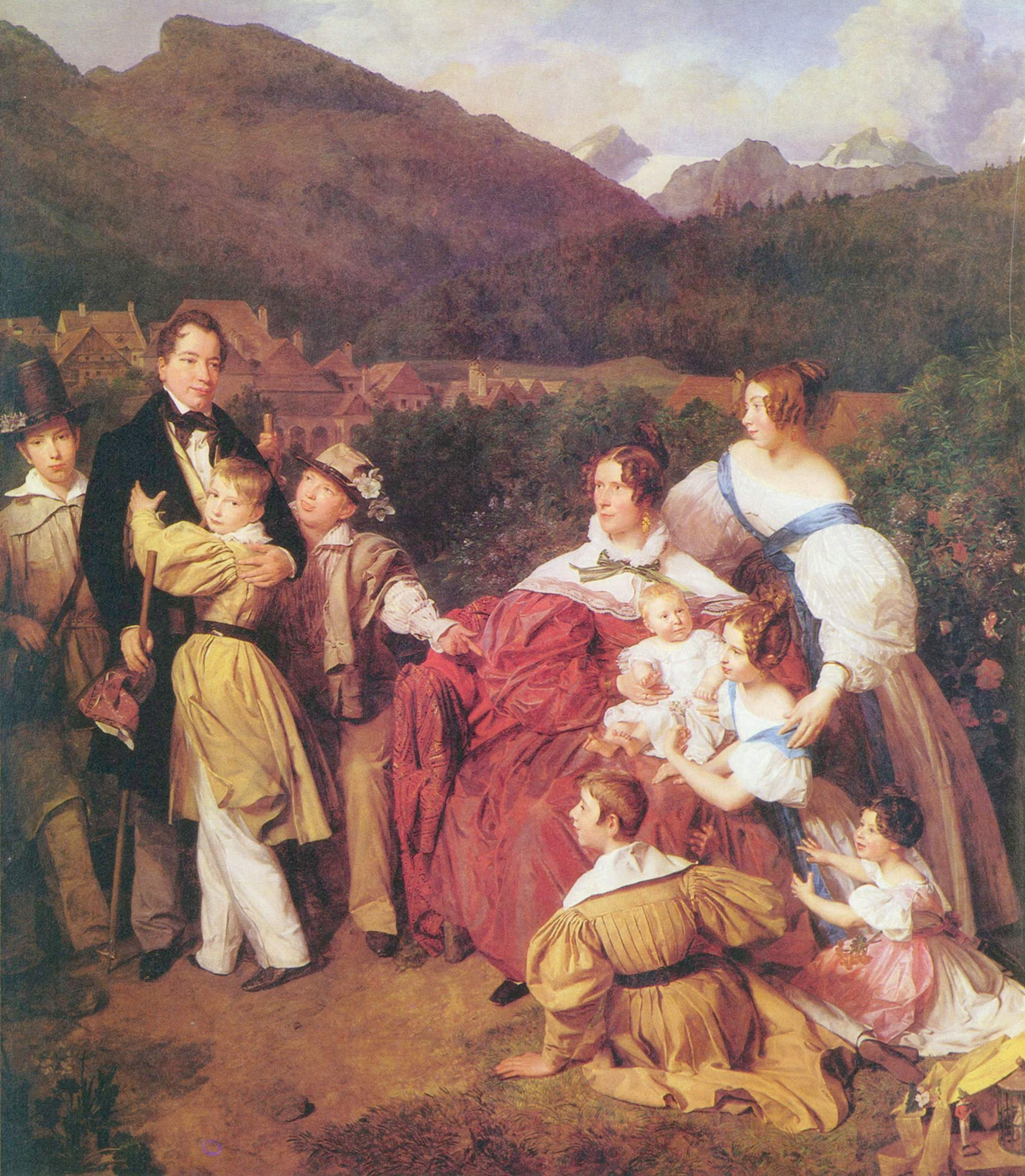
1830年代的男性在日间一般身穿深色大衣，浅色西裤，而女性则会穿着带有极其宽大的“羊腿袖”的裙子。图中的男童身穿浅黄色束腰及膝长袍，女童穿着白裙和彩色围裙。
----
约瑟夫·奥古斯特·埃尔茨医生一家，由费迪南·格奥尔格·瓦尔德米勒绘于1835年。

1830年代西方时尚的特点是臂部和臀部都十分巨大，和19世纪初流行的窄身设计完全相反。

## 总体发展趋势
1820年代至40年代，浪漫主义相当流行，各种艺术，包括时装，都对这一文化运动有所反映。旧时的襞襟、戴在额头宝石发箍（Ferronière）变得再度流行。
纺织品辊筒印花工艺发明后，市场上面开始出现新布料。1820年代流行的、色彩丰富的布料，在1830年代仍然存在，但印有精致花卉图案的浅色布料，越来越受欢迎。
技术改进后，工人在印花时，不再需要印出黑色的轮廓。布料上的草、蕨、花图案，用新近出现的绿色染料染色。条纹图案也十分流行。
无论是男装，亦或是女装，衣袖都十分宽大，而腰部则十分狭小。男装大衣的衣袖有加垫，横跨胸口。女性的衣袖倾斜，体积极大。 

## 資料來源
1. ↑  Tortora and Eubank, p. 275.
2. ↑  Tozer and Levitt, p. 29.
3. ↑  Tozer and Levitt, p. 33.